# Francesc Xavier Casp i Verger
Francesc Xavier Casp i Verger (Carlet, 7 d'octubre de 1915 - València, 11 de novembre de 2004), conegut com a Xavier Casp, va ser un poeta i activista polític valencià.

## Biografia i activitat política
En els anys de la República s'afilià a Acció Nacionalista Valenciana, partit socialcristià i valencianista, del que va arribar a ser secretari general i es va fer soci de Lo Rat Penat. També publicà els seus primers poemes en la revista El Vers Valencià, dirigida per Josep Maria Bayarri. Durant la guerra civil va lluitar amb el bàndol republicà i perduda la guerra va ser empresonat a Torremolinos. Pel seu republicanisme va ser expulsat de Lo Rat Penat en la postguerra.
Va ser a Acció Nacionalista Valenciana on va fer amistat amb Miquel Adlert i Noguerol, amb qui formaria un tàndem inseparable durant 54 anys. Es van conèixer quan Adlert tenia 23 anys i Casp tot just 18, en una junta general celebrada el 1934.
La seua tasca valencianista la continuà en la postguerra, amb altres exmilitants de la desapareguda Acció Nacionalista Valenciana, com Ricard Sanmartín, Josep Vila, Miquel Adlert i el seu germà Vicent Casp. Les primeres accions consistiren en l'edició d'una col·lecció de 25 estampes amb pregàries en valencià, que deixaven entre els bancs de les esglésies, i en la realització de tertúlies clandestines. El 1943 fundà amb el seu gran amic Miquel Adlert l'editorial Torre, que va aconseguir publicar amb regularitat els primers llibres en valencià del franquisme. En aquesta editorial publicaren obres Bru i Vidal, Joan Fuster, Josep Iborra, Emili Beüt, Enric Valor, Manuel Sanchis Guarner, Maria Beneyto, Vicent Andrés Estellés, i d'altres. El 1948 fundà i dirigí la revista literària i bimestral Esclat, publicada clandestinament, que només va poder traure tres números (de maig-juny a setembre-octubre).
Va tindre un lloc destacat en el valencianisme de la postguerra posant en contacte gent tan destacada com Joan Fuster. Quan Fuster començà a fer pública la seua proposta de Països Catalans, Casp s'hi mostrà en contra, proposant un espai de relació entre catalans, valencians i balears de tipus únicament lingüístic i cultural anomenat Comunitat Catalànica.
Entre els seixanta i els anys setanta, va ser readmès a Lo Rat Penat i, amb Miquel Adlert, van derivar cap al secessionisme lingüístic valencià pel seu rebuig al pancatalanisme, sent els impulsors de l'Acadèmia de Cultura Valenciana (actual RACV), i de les anomenades normes del Puig, amb les quals es pretenia trencar la unitat lingüística del valencià-català.
L'any 1973 formà part de la Comissió Interdiocesana Valentina dirigida pel pare Pere Riutort al costat d'altres intel·lectuals d'aquells anys, com ara Josep Gea Escolano, Josep Alminyana i Vallés, Josep Amengual i Batle, Francesc de Borja Moll, Beatriu Civera, Joan Josep Senent i Anaya, Manuel Sanchis Guarner, Vicent Sorribes i Gramatge, Enric Valor o Francesc Ferrer Pastor.
Va arribar a ser diputat a les Corts Valencianes per Unió Valenciana. Des de gener de 1989 fins a juny de 2002 va pertànyer al Consell Valencià de Cultura. En juny del 2001 Xavier Casp acceptà entrar, després de moltes reticències, en l'Acadèmia Valenciana de la Llengua, fet que li va suposar l'enemistat de certs sectors del secessionisme lingüístic que ell mateix havia promogut en els anys huitanta. Va ser acusat de traïdor i una concentració de blavers el 15 de juny del 2001 a les portes de la seu de la RACV, va obligar que fora evacuat en un furgó policial.
No obstant això, poc més d'un any després, el 10 de setembre del 2002 presentà la seua dimissió com a membre de l'AVL, adduint motius de salut. La seua salut empitjorà gradualment fins a la seua mort, que li sobrevingué quan estava en una etapa de recuperació de la malaltia, i treballava en les seues obres completes.

## Obra poètica
El 1951 va obtenir l'Engalantina d'Or dels Jocs Florals de la Llengua Catalana, celebrats a Nova York per la Gran Sonata de la Pàtria, que seria publicada el 1981 en normes del Puig (amb accents). També va obtindre la Flor Natural als Jocs Florals de Perpinyà, el 1950, i a Benimaclet, amb tan sols 18 anys.
En 2009 es van presentar les seues Obres completes, publicades per la Generalitat Valenciana.
La música era una de les passions familiars (no debades, va ser un talentós pianista), però la va haver d'abandonar per motius familiars, i, segons ell, es va refugiar des de molt jove en la poesia.
De les seues primeres lectures, va quedar commocionat pel Cántico espiritual de San Juan de la Cruz.
Les primeres obres van ser escrites en les Normes de Castelló, tot i que a partir dels setanta canviaria a les normes de la RACV, reescrivint part de la seua obra anterior amb estes normes.
Algunes de les seues obres són:
- Volar (1943).
- La inquietud en calma (1945).
- Jo sense tu (1948).
- On vaig, Senyor? (1949).
- Aires de cançó (1950).
- Goig (1953).
- Poema dramàticament esperançat (1956)
- Jo, cap de casa (1962).
- D'amar-te, Amor (1963).
- Silenci (1970. Premi València de literatura).
- Confesión con Ausiàs March (1973).
- Vinatea (1975), adaptat a llibret per a l'òpera de Matilde Salvador.
- Jo també tinc set (1976)
- Gran Sonata de la Pàtria (1981; pròleg de Miquel Adlert i Noguerol).[15]
- Schumann, el piano i yo (1996, Premi de Poesia en Valencià Roís de Corella, en la XIII edició dels Premis Literaris Ciutat de València, 1994).[16]

## Dedicatòries

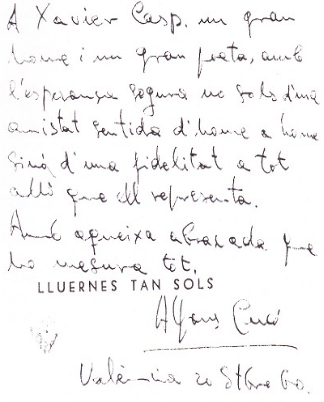
Dedicatòria d'Alfons Cucó, 1960.
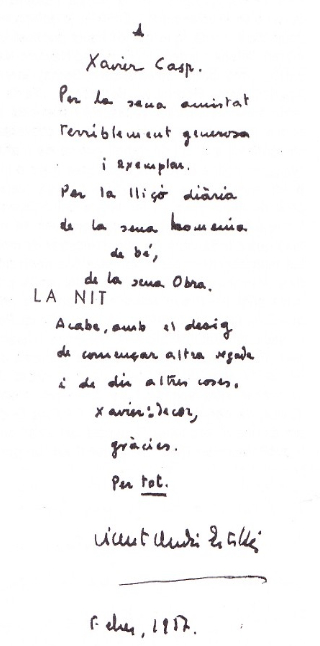
Dedicatòria de Vicent Andrés Estellés, 1957.
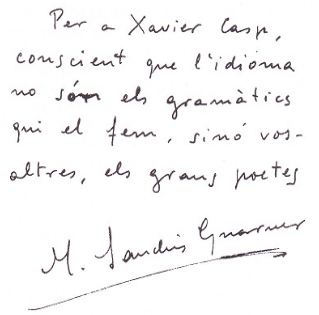
Dedicatòria de Manuel Sanchis Guarner.